# Bernard Hinault
Bernard Hinault, född 14 november 1954 i Yffiniac, Bretagne, är en fransk före detta professionell tävlingscyklist.
Hinault är mest känd för att ha vunnit Tour de France fem gånger. Han vann även Giro d'Italia tre gånger och Vuelta a España två gånger. 1980 vann han världsmästerskapens linjelopp. Totalt vann Hinault 250 cykeltävlingar under sin professionella karriär. 
1982 och 1985 vann Hinault såväl Tour de France som Giro d'Italia, en bedrift endast Fausto Coppi, Jacques Anquetil och Eddy Merckx lyckats med tidigare.
Hinault anses som den bäste landsvägscyklisten i sin generation och en av de bästa genom tiderna.

## Meriter - landsväg
1972
Vinnare av  linjeloppet för juniorer vid Franska mästerskapen
1974
5:a totalt i Étoile des Espoirs
1975
Vinnare  totalt av Circuit de la Sarthe
6:a totalt i Tour de l'Oise
6:a i Grand Prix des Nations
7:a totalt i Paris-Nice
1976
Vinnare  totalt av Circuit de la Sarthe
Vinnare av etapp 3a (ITT)
Vinnare  totalt av Tour du Limousin
Vinnare av etapp 1
Vinnare  totalt av Tour de l'Aude
Vinnare av etapp 1
Vinnare  totalt av Tour d'Indre-et-Loire
Vinnare av etapp 2b (ITT)
Vinnare av Paris-Camembert
Vinnare av etapp 2 i Étoile des Espoirs
2:a totalt i À travers Lausanne
3:a totalt i Grand Prix du Midi Libre
4:a i Grand Prix Pino Cerami
6:a i linjelopp vid Världsmästerskapen i landsvägscykling
6:a i Grand Prix des Nations
10:a totalt i Dunkirks fyradagars
1977
Vinnare  totalt av Critérium du Dauphiné Libéré
Vinnare av etapperna 1 och 5
Vinnare  totalt av Tour du Limousin
Vinnare av etapp 1
Vinnare av Liège-Bastogne-Liège
Vinnare av Gent-Wevelgem
Vinnare av Grand Prix des Nations
Vinnare av etapp 2b (ITT) i Étoile des Espoirs
2:a totalt i Tour Cycliste du Tarn
Vinnare av  bergspristävlingen
2:a totalt i Tour d'Indre-et-Loire
Vinnare av etapp 2b
3:a i  Paris-Bryssel
4:a totalt i Tour de l'Aude
6:a totalt i Paris-Nice
6:a i GP Ouest-France
7:a totalt i Grand Prix du Midi Libre
8:a i linjelopp vid Världsmästerskapen i landsvägscykling
10:a i Grand Prix d'Isbergues
1978
Vinnare av  linjelopp vid Franska mästerskapen
Vinnare  totalt av Tour de France
Vinnare av etapperna 8 (ITT), 15 och 20 (ITT)
Vinnare  totalt av Vuelta a España
Vinnare av prologen, etapperna 11b (ITT), 12, 14 och 18
Vinnare  totalt av Critérium International
Vinnare av etapp 3 (ITT)
Vinnare av Grand Prix des Nations
Vinnare av Circuit de l'Aulne
2:a totalt i Paris-Nice
2:a totalt i À travers Lausanne
3:a i Giro di Lombardia
5:a i linjelopp vid Världsmästerskapen i landsvägscykling
9:a totalt i Tour Cycliste du Tarn
1979
Vinnare  totalt av Tour de France
Vinnare av  poängtävlingen
Vinnare av etapperna 2 (ITT), 3, 11 (ITT), 15 (ITT), 21 (ITT), 23 och 24
Vinnare  totalt av Critérium du Dauphiné Libéré
Vinnare av etapperna 3, 5b (ITT), 6 och 7b (ITT)
Vinnare  totalt av Tour de l'Oise
Vinnare av prologen
Vinnare totalt av Super Prestige Pernod
Vinnare av Giro di Lombardia
Vinnare av La Flèche Wallonne
Vinnare av Grand Prix des Nations
Vinnare av Circuit de l'Aulne
Vinnare av etapperna 3b (ITT) och 4 i Étoile des Espoirs
2:a totalt i Critérium International
Vinnare av etapp 3 (ITT)
2:a totalt i Tour de Luxembourg
Vinnare av etapp 3
2:a i Liège-Bastogne-Liège
2:a i linjelopp vid Franska mästerskapen
3:a totalt i Tour Cycliste du Tarn
3:a totalt i À travers Lausanne
3:a i Critérium des As
6:a totalt i Paris-Nice
6:a i Paris-Tours
7:a i Milano-Sanremo
8:a i Gent-Wevelgem
8:a i Grand Prix de Wallonie
1980
Vinnare av  linjeloppet vid Världsmästerskapen i landsvägscykling
Vinnare  totalt av Giro d'Italia
Vinnare av etapp 14
Tour de France
Vinnare av prologen, etapperna 4 (ITT) och 5
Vinnare  totalt av Tour de Romandie
Vinnare totalt av Super Prestige Pernod
Vinnare av Liège-Bastogne-Liège
2:a i linjelopp vid Franska mästerskapen
3:a i La Flèche Wallonne
4:a i Paris-Roubaix
5:a i Amstel Gold Race
1981
Vinnare  totalt av Tour de France
Vinnare av kombinationstävlingen
Vinnare av prologen, etapperna 6 (ITT), 14 (ITT), 18 och 20 (ITT)
Vinnare  totalt av Critérium du Dauphiné Libéré
Vinnare  totalt av Critérium International
Vinnare totalt av Super Prestige Pernod
Vinnare av Paris-Roubaix
Vinnare av Amstel Gold Race
3:a  i linjelopp vid Världsmästerskapen i landsvägscykling
1982
Vinnare  totalt av Tour de France
Vinnare av kombinationstävlingen
Vinnare av prologen, etapperna 14 (ITT), 19 (ITT) och 21
Vinnare  totalt av Giro d'Italia
Vinnare av prologen (TTT), etapperna 3 (ITT), 12, 18, och 22 (ITT)
Vinnare totalt av Super Prestige Pernod
Vinnare totalt av Tour de Luxembourg
Vinnare av Grand Prix des Nations
Vinnare av Grand Prix d'Ouverture La Marseillaise
Vinnare av Critérium des As
9:a i Paris-Roubaix
1983
Vinnare  totalt av Vuelta a España
Vinnare av etapperna 15b (ITT) och 17
Vinnare av La Flèche Wallonne
Vinnare av Grand Prix Pino Cerami
1984
Vinnare av Giro di Lombardia
Vinnare av Grand Prix des Nations
Vinnare  totalt av Dunkirks fyradagars
Vinnare av Trofeo Baracchi (med Francesco Moser)
2:a totalt i Tour de France
Vinnare av prologen
2:a totalt i Critérium du Dauphiné Libéré
3:a totalt i Paris-Nice
4:a Züri Metzgete
1985
Vinnare  totalt av Tour de France
Vinnare av prologen, etapperna 3 (TTT) och 8 (ITT)
Vinnare av  totalt av Giro d'Italia
Vinnare av etapp 12 (ITT)
1986
Vinnare  totalt av Coors Classic
Vinnare av etapperna 7a och 11a
Vinnare  totalt av Volta a la Comunitat Valenciana
Vinnare av Trofeo Luis Puig
2:a totalt i Tour de France
Vinnare av  bergspristävlingen
Vinnare av etapperna 9 (ITT), 18 och 20 (ITT)

### Placeringar i större etapplopp
| Grand Tours           |      |      |      |      |      |      |      |      |      |      |      |      |         |
| Grand Tour            | 1975 | 1976 | 1977 | 1978 | 1979 | 1980 | 1981 | 1982 | 1983 | 1984 | 1985 | 1986 | Etapper |
| Tour de France        | —    | —    | —    | 1    | 1P   | DNF  | 1K   | 1K   | —    | 2    | 1    | 2B   | 28      |
| Giro d'Italia         | —    | —    | —    | —    | —    | 1    | —    | 1    | —    | —    | 1    | —    | 6       |
| Vuelta a España       | —    | —    | —    | 1    | —    | —    | —    | —    | 1    | —    | —    | —    | 7       |
| Övriga                |      |      |      |      |      |      |      |      |      |      |      |      |         |
| Lopp                  | 1975 | 1976 | 1977 | 1978 | 1979 | 1980 | 1981 | 1982 | 1983 | 1984 | 1985 | 1986 | Etapper |
| Tour de Suisse        | —    | —    | —    | 11   | —    | —    | —    | —    | —    | —    | —    | 29   | —       |
| Paris-Nice            | 7    | 12   | 5    | 2    | 6B   | DNF  | —    | —    | —    | 3    | —    | —    | —       |
| Dunkirks fyradagars   | —    | 10   | —    | —    | —    | —    | 17   | —    | —    | 1    | —    | DNF  | 1       |
| Critérium du Dauphiné | 35   | —    | 1    | —    | 1PB  | —    | 1PB  | —    | —    | 2    | —    | —    | 10      |
| Tour de Romandie      | —    | —    | —    | —    | —    | 1    | —    | 4    | —    | —    | 16   | —    | 1       |
| Tirreno-Adriatico     | —    | —    | —    | —    | —    | —    | DNF  | —    | —    | —    | DNF  | —    | —       |

DNF = fullföljde ej
Vinnare: B=Bergspristävlingen, P=Poängävlingen, K=Kombinationstävlingen

### Placeringar i större endagslopp
| Monumenten                            |      |      |      |      |      |      |      |      |      |      |      |      |
| Lopp                                  | 1975 | 1976 | 1977 | 1978 | 1979 | 1980 | 1981 | 1982 | 1983 | 1984 | 1985 | 1986 |
| Milano-Sanremo                        | 54   | —    | —    | —    | 7    | —    | —    | —    | —    | —    | —    | —    |
| Flandern runt                         | —    | —    | —    | 11   | —    | —    | —    | —    | —    | —    | —    | —    |
| Liège-Bastogne-Liège                  | —    | —    | 1    | —    | 2    | 1    | 18   | —    | 32   | 19   | 18   | —    |
| Paris-Roubaix                         | —    | —    | —    | 13   | 11   | 4    | 1    | 9    | —    | —    | —    | —    |
| Lombardiet runt                       | —    | 17   | —    | 3    | 1    | —    | —    | —    | —    | 1    | —    | —    |
| Övriga                                |      |      |      |      |      |      |      |      |      |      |      |      |
| Lopp                                  | 1975 | 1976 | 1977 | 1978 | 1979 | 1980 | 1981 | 1982 | 1983 | 1984 | 1985 | 1986 |
| Vallonska pilen                       | —    | —    | 35   | —    | 1    | 3    | 42   | 15   | 1    | 19   | 23   | 16   |
| Amstel Gold Race                      | —    | —    | —    | —    | —    | 5    | 1    | —    | —    | —    | —    | —    |
| Paris-Tours                           | 46   | 79   | 47   | 27   | 6    | —    | —    | 44   | —    | 28   | —    | —    |
| Gent-Wevelgem                         | —    | —    | 1    | —    | 8    | —    | 42   | —    | —    | —    | —    | —    |
| Omloop Het Volk                       | —    | —    | —    | DNF  | —    | —    | —    | —    | —    | DNF  | DNF  | —    |
| Paris-Bryssel                         | —    | —    | 3    | —    | —    | —    | —    | 10   | —    | —    | —    | —    |
| Züri Metzgete                         | —    | —    | —    | —    | —    | 29   | —    | —    | —    | 4    | 58   | —    |
| Världsmästerskapen i landsvägscykling |      |      |      |      |      |      |      |      |      |      |      |      |
| Disciplin                             | 1975 | 1976 | 1977 | 1978 | 1979 | 1980 | 1981 | 1982 | 1983 | 1984 | 1985 | 1986 |
| Linjelopp                             | —    | 6    | 8    | 5    | 21   | 1    | 3    | DNF  | —    | DNF  | DNF  | 59   |

DNF = fullföljde ej

### Placeringar i Super Prestige Pernod
Super Prestige Pernod var en inofficiell världscup som instiftades 1959. 1988 erattes den av UCI:s officiella World Cup.
| Super Prestige Pernod |      |      |      |      |      |      |      |      |      |      |      |      |
|                       | 1975 | 1976 | 1977 | 1978 | 1979 | 1980 | 1981 | 1982 | 1983 | 1984 | 1985 | 1986 |
| Slutplacering:        | —    | —    | 3    | 2    | 1    | 1    | 1    | 1    | 8    | 2    | 4    | 16   |